# Jason Derulo
Jason Joel Desrouleaux, conhecido pelo seu nome artístico Jason Derulo (Miami, 21 de setembro de 1989), é um cantor, compositor, ator e dançarino norte-americano.
Depois de produzir diversos álbuns e escrever canções para a Cash Money Records, assinou contrato com a editora discográfica Beluga Heights. Mais tarde, a Beluga Heights tornou-se parte da Warner Music Group, e Derulo lançou o seu primeiro single, "Whatcha Say", em maio de 2009. O seu álbum de estreia, Jason Derülo, foi lançado em março de 2010.
Em 2019 interpretou o gato Rum Tum Tugger,  no filme Cats, da Universal Studios, dirigido por Tom Hooper.

## Infância e adolescência
Derulo nasceu em Miami, na Flórida, de pais haitianos. O seu sobrenome de nascimento é Desrouleaux, mas o cantor decidiu mudar o seu nome artístico para ser mais fácil de pronunciar.
Derulo canta desde dos cinco anos de idade e compôs a sua primeira canção, "Crush On You", aos oito. Estudou ópera, teatro e ballet na Dillard Center for the Arts, na Flórida, e graduou-se na American Musical and Dramatic Academy, em Nova Iorque.
Aos doze anos, Derulo conheceu o seu futuro manager, Frank Harris, um estudante de direito, que estava a tentar melhorar suas habilidades de basquetebol.

## Carreira musical

### 2007-2009: Início de carreira e composição
Derulo escreveu faixas para artistas como Diddy, Danity Kane, Donnie Klang, Sean Kingston, Cassie e Lil Mama desde os 20 anos, com intenção de se tornar um cantor solo. Depois de estudar em escolas de artes e desenvolver o seu talento como cantor e dançarino, o cantor ganhou um grande prémio em 2006 no final do programa de televisão, Showtime at the Apollo. Derulo foi descoberto e publicitado por J.R. Rotem, que o assinou à editora Beluga Heights e à Warner Bros. Records.
A sua carreira musical iniciou-se em 2007, em colaboração com Birdman, na música "Bossy", do álbum 5 * Stunna.

### 2009-2010:Jason Derülo
No dia 4 de agosto de 2009, Jason lançou o seu single de estreia, "Whatcha Say", produzido por J. R. Rotem com produção adicional de Fuego. A faixa contém elementos musicais de "Hide And Seek", da cantora Imogen Heap. A canção estreou na quinquagésima-quarta posição na Billboard Hot 100 e atingiu o topo da mesma em novembro de 2009. O vídeo musical de "Watcha Say" foi lançado em setembro de 2009. A canção foi bastante descarregada, vendendo mais de 2 milhões digitalmente, sendo certificado como dupla platina pela RIAA, e alcançou o topo da Billboard Hot 100, nos Estados Unidos, e ainda noutros países. Depois, o cantor começou a trabalhar no seu álbum de estreia.
O segundo single, "In My Head", foi lançado a 8 de dezembro de 2009. Estreou na 63ª posição e chegou à 5ª posição. No Reino Unido, "In My Head" tornou-se o primeiro tema do cantor a chegar a nº 1.
O álbum homónimo do cantor, Jason Derülo foi lançado a 2 de março de 2010. Derulo promoveu o álbum através ao abrir concertos da digressão de Lady Gaga, The Monster Ball Tour.
Em 2010, ainda foram lançados "Ridin' Solo" - que atingiu a 9ª posição na Hot 100 - e "What If", que apenas conseguiu chegar à 76ª posição. Do álbum homónimo, Derulo lançou ainda o tema "The Sky's the Limit".

### 2011-2012:Future History
No dia 16 de setembro de 2011, Jason lançou Future History, seu segundo álbum de estúdio, tendo como seu primeiro single a música "Don't Wanna Go Home" - o seu segundo nº 1 no Reino Unido - e seu segundo "It Girl".

### 2013-2014:TattooseTalk Dirty
Em 16 de abril de 2013, Derulo lançou seu single The Other Side. Em julho de 2013, The Other Side chegou ao número 18 na Billboard Hot 100. Derulo anunciou via Twitter que o seu terceiro álbum seria intitulado Tattoos. O álbum foi lançado em 24 de setembro de 2013. Em abril de 2014, Tattoos foi relançado nos EUA sob um novo título, Talk Dirty, também o nome do single de maior sucesso do álbum.

### 2015-2016:Everything Is 4ePlatinum Hits
Em 2 de junho de 2015, Derulo lançou o seu 4º álbum de originais, Everything Is 4. O single retirado do álbum que obteve maior êxito foi "Want to Want Me". "Want to Want Me" conseguiu alcançar o top 10 em diversos países, como Reino Unido e Estados Unidos. O tema foi apresentado por Derulo em diversos festivais e programas. Os outros singles de Everything Is 4  foram "Cheyenne", "Try Me", "Get Ugly" e "Baby Girl". Esse quatro temas obtiveram um sucesso moderado.
Em 29 de julho de 2016, foi lançado um best of de Derulo, intitulado Platinum Hits. A compilação inclui temas dos seus quatro álbuns de originais até esse ano e um tema inédito, "Kiss The Sky".

### 2017-2024: Singlese Nu King
Em 24 fevereiro de 2017, Derulo lançou "Swalla", que embora esteja incluído no seu 5º álbum de originais, Nu King, lançado sete anos depois, em 16 de fevereiro de 2024, não é considerado como um single do mesmo. O single conta com a participação dos rappers Nicki Minaj e Ty Dolla Sign. "Swalla" chegou a nº 6 no Reino Unido. Em algumas críticas, foi referido que partes da música faziam lembrar o tecnobrega da brasileira Banda Uó.

##### Álbuns originais
- Jason Derülo (2010)
- Future History (2011)
- Tattoos (2013)
  - Talk Dirty (2014) (relançamento)
- Everything Is 4 (2015)
- Nu King (2024)